# Haplomesus ornatus
Haplomesus ornatus är en kräftdjursart som beskrevs av Menzies1962. Haplomesus ornatus ingår i släktet Haplomesus och familjen Ischnomesidae. Inga underarter finns listade i Catalogue of Life.